# Bochotnica
Bochotnica ist ein Dorf im Südosten Polens. Es gehört zur Stadt- und Landgemeinde Kazimierz Dolny im Powiat Puławski der Woiwodschaft Lublin. Das Dorf liegt am rechten Ufer der Weichsel (Wisła), auf der Strecke zwischen Puławy und Kazimierz Dolny. In der Nähe befinden sich die Ruinen einer Burg aus dem 14. Jahrhundert.

Bochotnica, früher auch Bochotnica Mała genannt (zur Unterscheidung vom nahe gelegenen Bochotnica-Kolonia oder Bochotnica Wielka), ist eine der ältesten Siedlungen in Kleinpolen. In den Anfangsjahren des Königreichs Polen war das Dorf ein wichtiges Tor an der Handelsroute von der Kiewer Rus nach Zentralpolen. Heute ist es aufgrund der malerischen Kleinpolnischen Weichselschlucht und der Nähe des Kazimierz-Landschaftsparks ein lokales Touristenzentrum. Das Dorf hat keinen Bahnhof, der nächstgelegene befindet sich in Puławy. Es hat etwa 1500 Einwohner.